# Балкли, Джон
Джон Балкли (англ. John Bulkeley; умер после 1757 года) — британский моряк и писатель. Служил канониром на фрегате «Вейджер» в 1740—1741 годах, во время экспедиции Джорджа Ансона. Когда корабль потерпел крушение у берегов Чили, Балкли возглавил большую часть экипажа, отказавшуюся подчиняться капитану Дэвиду Чипу. На баркасе он доплыл до Бразилии, позже вернулся на родину и написал книгу о своих приключениях совместно с корабельным плотником Джоном Камминсом. Балкли так и не обвинили в мятеже. Позже Балкли переехал в Пенсильванию, там в 1757 году переиздал книгу. О дальнейшей его судьбе ничего не известно.
Балкли стал героем книги Дэвида Гранна «Вейджер: История о кораблекрушении, мятеже и убийстве» (2023). Режиссёр Мартин Скорсезе начал работу над экранизацией этой книги.